# Stephen R. Donaldson

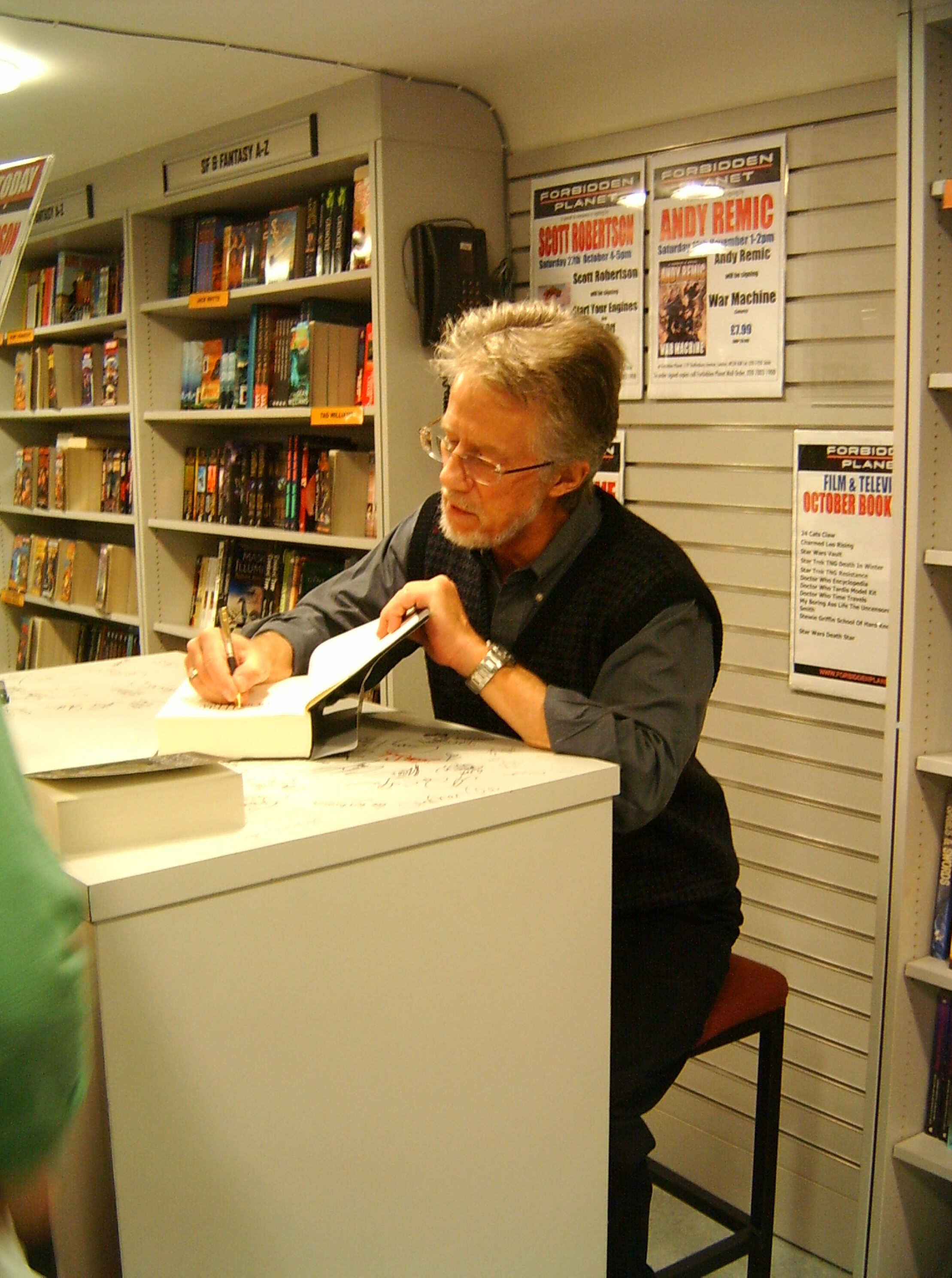
Stephen R. Donaldson

Stephen R. Donaldson (Cleveland (Ohio), 13 mei 1947) is een Amerikaanse auteur van fantasy- en sciencefictionliteratuur.